# Grégoire d'Auxerre
Pour les articles homonymes, voir Grégoire.
Grégoire d’Auxerre († 528) est le 12e évêque d'Auxerre, actif pendant le  premier quart du VIe siècle.
C'est un saint, commémoré le 19 décembre.

## Biographie
Précédé d'un an de vacance du siège d'Auxerre, son épiscopat dure environ 13 ans. Malgré cette durée relativement importante, peu d'événements en sont signalés. Signalons toutefois la conquête du royaume des Burgondes par les Francs (523-533), qui a dû quelque peu agiter la région avec le royaume Burgonde commençant pratiquement aux portes de l'auxerrois.
Mort à l'âge de 84 ans, il est inhumé à Saint-Germain. L'histoire des cryptes de Saint-Germain indique que ses ossements ont été translatés plusieurs fois.
Sa fête est le 19 décembre. Parce qu'elle tombait pendant le temps solennel de l'Avent, elle était marquée par une simple commémoration.
Son nom est souvent accompagné de la mention « Pape » : jusqu'au VIe siècle le titre est commun à tous les évêques et d'autant plus souvent utilisé si l'évêque est âgé,.